# Турне четырёх трамплинов 2010/2011
Турне четырёх трамплинов 2010/11 — 59-я серия престижнейших соревнованиях на трамплинах Германии и Австрии, проходящая с 28 декабря 2010 года по 6 января следующего. Немецкие этапы проходили в плохих погодных условиях, что увеличивало влияние элемента случайности. Победу уверенно одержал лидер Кубка мира Томас Моргенштерн.

## Ход соревнований
В квалификации соревнований в Оберстдорфе из преквалифицированных не прыгали Моргенштерн, Андреас Кофлер и Симон Амман. В первых парах высокие результаты показали Петер Превц, а также ряд австрийских и немецких спортсменов. Ко второй половине первой попытки на трамплин стал спускаться туман, достигший максимума (видимость всего несколько десятков метров) примерно за 10 спортсменов до её конца. Результаты прыгавших в нём спортсменов, в том числе и фаворитов, были плохими. Только Моргенштерн и Кофлер опередили прыгунов первой части стартового протокола, с отрывом возглавив таблицу. Победитель квалификации Вилле Ларинто провалил прыжок и не попал во вторую попытку. В ней туман рассеялся, и нескольким прыгавшим в плохих условиях спортсменам удалось совершить прорыв: Мартин Шмитт поднялся с 30-го места на 18-е, а Адам Малыш — с 21-го на 11-е. Мануэль Феттнер сохранил 3-е место и получил звание Человека дня. Матти Хаутамяки поднялся с 7-го места на 2-е, а лидер Кубка мира Моргенштерн показал 2 абсолютно лучших прыжка и возглавил зачёт Турне с 17-очковым отрывом. 
После дня отдыха спортсмены вышли на квалификацию в Гармиш-Партенкирхене, из лидеров на этот раз не прыгнул только «Морги». Прыжки завершились в 15 часов, а ночью многие спортсмены нарушили режим сна и участвовали в праздновании Нового года на улицах курорта. В первой попытке из-за погоды снова лучшие условия получила первая половина стартовавших. Первые места захватили лидеры прошлых лет Янне Ахонен, Мартин Шмитт, а также титулованный двоеборец Ансси Койвуранта. Лидер 13-й пары Вилле Ларинто великолепно взлетел со стола отрыва, однако затянул с телемарком, и, несмотря на непокорившиеся в тот день никому 140,5 метра, упал и получил от судей примерно по 10 баллов. Но и эти оценки не помешали ему опередить напарника по попытке. Когда медики увели хромающего финна с горы приземления, по указанию Вальтера Хофера разгон опустили на две ступени, но соревнования не возобновлялись по причине чрезвычайно сильного бокового ветра. Только через час прыгнул следующий спортсмен, что отменяло возможность второй попытки. Остальным участникам ещё не раз приходилось пережидать порывы ветра, а в прыжках бороться больше за устойчивость, чем за дальность. Снова победитель квалификации, на этот раз Том Хильде, не попал в 30-ку лучших, также как и 2-й в общем зачёте Турне Хаутамяки. Кофлера ветер крутил начиная со стола отрыва, но благодаря мастерству он сумел не упасть, хотя и стал последним. Его прыжок привёл к реализации на практике той гипотетической ситуации, когда спортсмен с 49-м результатом (Роман Трофимов, его напарник по попытке) попал в 30-ку лучших. Другой не попавший во вторую попытку первого этапа россиянин, Павел Карелин, совершил не самый дальний, но самый «чистый» (19 баллов от каждого из судей) прыжок, что, вкупе с компенсацией за перенос стартовых ворот, позволило ему стать лидером и Человеком дня. Прыгавший вскоре Малыш уступил ему всего 0,3 балла, а вот 42-й по счёту стартовавший Симон Амман с более коротким прыжком получил бо́льшую компенсацию за ветер и опередил нижегородца. Из восьми оставшихся прыгунов в тройку лучших не попал никто. Моргенштерн стал 14-м, но сохранил большое преимущество в общем зачёте Турне.
Уже на следующий день спортсмены совершили по 2 тренировочных и 1 квалификационный прыжок в Инсбруке. Квалификацию снова выиграл Хильде, победители предыдущих этапов Моргенштерн и Амман в ней не участвовали. Шмитт не допрыгнул даже до 100 метров, и впервые за 3 года не прошёл квалификацию. Основные прыжки проводились в стабильных погодных условиях, хотя неудобный ветер не позволил никому допрыгнуть до 130-метровой отметки. В первом прыжке провалился ещё один опытный немец Михаэль Ноймайер. Юниор-болгарин Владимир Зографски снова выиграл дуэль у соперника, но был дисквалифицирован за слишком длинные лыжи. Моргенштерн выиграл первую попытку, следом за ним расположились Малыш, Хильде и Амман. Сразу за именитыми спортсменами находились герои предыдущих этапов Карелин и Феттнер. Ко второй попытке старт был поднят на одну ступень, но спортсмены стали прыгать ещё на несколько метров хуже. Первая четвёрка сохранила тот же порядок и после второго прыжка, Карелин потерял 7 позиций. Хаутамяки поднялся с 9-го места на 5-е, а Михаэль Урман — с 18-го на 7-е, благодаря чему стал Человеком дня. Моргенштерн опять выиграл обе попытки и довёл своё преимущество в Турне до внушительных 28 очков.
Перед заключительным этапом в Бишофсхофене Турне покинули японцы во главе с рекордсменом трамплина Дайки Ито. В квалификации не участвовали Моргенштерн, Кофлер и Карелин. Россиянин между этапами подхватил вирус и был единственным, кто не участвовал в предквалификационных тренировочных прыжках; в основных соревнованиях он не сумел пробиться во вторую попытку. И опять квалификацию выиграл Хильде, но на этот раз основные соревнования сложились для него успешно. Он стал лидером после первой попытки, Моргенштерн отстал на 2 очка. Более пяти очков австрийцу проигрывали Кофлер и Амман, остальные уступали слишком много. Во второй попытке небольшой встречный ветер помогал спортсменам, и Мартину Коху удалось прыгнуть на 140,5 метров. После этого стартовые ворота опустили на 2 ступени, но Амман всё равно долетел до 140 метров. Однако подняться на подиум ему не удалось: Кофлер прыгнул всего на полметра ближе. Моргенштерн показал 135 метров и на 1,8 балла опередил соотечественника. Хильде долетел только до 132 метров и выглядел весьма разочарованным. Но через несколько секунд выяснилось, что этого хватило до победы, и партнёры по сборной посадили Тома себе на плечи: норвежец добрался до 3-й ступени итогового подиума. Моргенштерн в итоге опередил Аммана на 30 очков и впервые в своей карьере выиграл Турне четырёх трамплинов.

## Оберстдорф
HS 137 Шаттенбергшанце, Германия
29 декабря 2010
| № | Спортсмен         | Страна    | 1-й (м) | 2-й (м) | Очки  | Очки Турне (№) | Очки Кубка (№) |
| - | ----------------- | --------- | ------- | ------- | ----- | -------------- | -------------- |
| 1 | Томас Моргенштерн | Австрия   | 131,5   | 138,0   | 289,6 | 290 (1)        | 705 (1)        |
| 2 | Матти Хаутамяки   | Финляндия | 125,0   | 137,5   | 273,1 | 273 (2)        | 431 (3)        |
| 3 | Мануэль Феттнер   | Австрия   | 130,0   | 131,5   | 264,0 | 264 (3)        | 197 (11)       |
| 4 | Симон Амман       | Швейцария | 123,0   | 134,5   | 259,6 | 260 (4)        | 361 (4)        |
| 5 | Андреас Кофлер    | Австрия   | 128,5   | 126,0   | 259,0 | 259 (5)        | 525 (2)        |

## Гармиш-Партенкирхен
HS 140 Гросе Олимпиашанце, Германия
1 января 2011
| № | Спортсмен      | Страна    | 1-й (м) | 2-й (м) | Очки  | Очки Турне (№) | Очки Кубка (№) |
| - | -------------- | --------- | ------- | ------- | ----- | -------------- | -------------- |
| 1 | Симон Амман    | Швейцария | 131,0   |         | 142,1 | 461 (3)        | 402 (2)        |
| 2 | Павел Карелин  | Россия    | 132,5   |         | 138,3 | 244 (31)       | 215 (8)        |
| 3 | Адам Малыш     | Польша    | 132,0   |         | 138,0 | 381 (4)        | 374 (5)        |
| 4 | Андерс Якобсен | Норвегия  | 127,5   |         | 134,7 | 358 (12)       | 181 (15)       |
| 5 | Янне Ахонен    | Финляндия | 134,0   |         | 133,2 | 335 (26)       | 63 (25)        |

## Инсбрук
HS 130 Бергизельшанце, Австрия
3 января 2011
| № | Спортсмен         | Страна    | 1-й (м) | 2-й (м) | Очки  | Очки Турне (№) | Очки Кубка (№) |
| - | ----------------- | --------- | ------- | ------- | ----- | -------------- | -------------- |
| 1 | Томас Моргенштерн | Австрия   | 129,5   | 126,5   | 266,5 | 682 (1)        | 823 (1)        |
| 2 | Адам Малыш        | Польша    | 128,0   | 123,0   | 257,5 | 639 (3)        | 454 (5)        |
| 3 | Том Хильде        | Норвегия  | 127,5   | 122,0   | 255,2 | 616 (6)        | 286 (7)        |
| 4 | Симон Амман       | Швейцария | 128,0   | 122,0   | 252,7 | 654 (2)        | 511 (3)        |
| 5 | Матти Хаутамяки   | Финляндия | 125,0   | 123,5   | 249,7 | 638 (4)        | 476 (4)        |

## Бишофсхофен
HS 140 Пауль-Ауссерлейтнер-Шанце, Австрия
6 января 2011
| № | Спортсмен         | Страна    | 1-й (м) | 2-й (м) | Очки  | Очки Турне (№) | Очки Кубка (№) |
| - | ----------------- | --------- | ------- | ------- | ----- | -------------- | -------------- |
| 1 | Том Хильде        | Норвегия  | 138,0   | 132,0   | 278,7 | 895 (3)        | 386 (6)        |
| 2 | Томас Моргенштерн | Австрия   | 136,0   | 135,0   | 277,1 | 959 (1)        | 903 (1)        |
| 3 | Андреас Кофлер    | Австрия   | 131,5   | 139,5   | 275,3 | 841 (8)        | 621 (2)        |
| 4 | Симон Амман       | Швейцария | 133,0   | 140,0   | 274,0 | 928 (2)        | 561 (3)        |
| 5 | Мартин Кох        | Австрия   | 131,5   | 140,5   | 264,5 | 881 (5)        | 249 (10)       |

## Общий зачёт
| № | Спортсмен         | Страна    | Оберстдорф | Гармиш-Партенкирхен | Инсбрук    | Бишофсхофен | Очки Турне |
| - | ----------------- | --------- | ---------- | ------------------- | ---------- | ----------- | ---------- |
| 1 | Томас Моргенштерн | Австрия   | 289,6 (1)  | 125,6 (14)          | 266,5 (1)  | 277,1 (2)   | 958,8      |
| 2 | Симон Амман       | Швейцария | 259,6 (4)  | 142,1 (1)           | 252,7 (4)  | 274,0 (4)   | 928,4      |
| 3 | Том Хильде        | Норвегия  | 246,6 (10) | 114,5 (36)          | 248,0 (6)  | 278,7 (1)   | 895,0      |
| 4 | Мануэль Феттнер   | Австрия   | 264,0 (3)  | 111,1 (29)          | 248,0 (6)  | 259,3 (6)   | 882,4      |
| 5 | Мартин Кох        | Австрия   | 254,1 (7)  | 126,1 (10)          | 235,9 (13) | 264,5 (5)   | 880,6      |